# 1935년의 황금광들
《1935년의 황금광들》(Gold Diggers Of 1935)는 미국에서 제작된 버스비 버클리 감독의 1935년 3월 15일에 개봉한 코미디, 뮤지컬 영화이며 황금광들 영화 시리즈 중 4번째 작품이다. 딕 포웰, 아돌프 멘주 등이 주연으로 출연하였다.

## 출연

### 주연
- 딕 포웰
- 아돌프 멘주

### 조연
- 글로리아 스튜어트
- 앨리스 브래디
- 휴 허버트
- 글렌다 패럴
- 프랭크 맥휴
- 조셉 코쏜
- 그랜트 미첼
- 도로시 데르
- 위니 쇼

## 기타
- 미술: 앤턴 그롯
- 의상: 오리 켈리